# Хилл, Тэйлер
Тэ́йлер Хилл (англ. Tayler Hill; родилась 23 октября 1990 года, Миннеаполис, штат Миннесота, США) — американская профессиональная баскетболистка, выступавшая в женской национальной баскетбольной ассоциации. Была выбрана на драфте ВНБА 2013 года в первом раунде под общим четвёртым номером клубом «Вашингтон Мистикс». Играет на позиции защитника.

## Ранние годы
Тэйлер родилась в семье Пола и Моник Хилл. У неё шесть братьев и сестёр: Таниша, Пол-младший, Морган, Джейд, Энджел и Малаки. С ранних лет Хилл занималась баскетболом под руководством своего отца, который успешно тренировал несколько команд Любительского спортивного союза, за которые играла его дочь. Старший брат Тэйлер, Пол-младший, также играл в баскетбол и выступал на позиции защитника за команду Университета штата Огайо. Баскетболом занималась и её старшая сестра Таниша Скотт, игравшая за команду Университета Миннесоты в Дулуте и ставшая баскетбольным тренером. Кузен Тэйлер, Девон Джордж, играл в НБА и трижды становился чемпионом в составе «Лос-Анджелес Лейкерс». Помимо баскетбола Хилл занималась в детстве и футболом.
За баскетбольную команду старшей школы Южного Миннеаполиса Хилл начала выступать, когда училась в восьмом классе. Несмотря на юный возраст в своём первом сезоне она имела лучшую результативность в штате, набирая в среднем за игру 22,5 очка, и стала первой восьмиклассницей в истории Миннесоты, которую включили в первую символическую сборную штата. Всего за время выступлений за школьную команду Хилл четыре раза играла в чемпионатах штата, а в 2009 году, будучи её капитаном, привела свою команду к победе в этом турнире. В том же году Тэйлер участвовала в матче всех звёзд школьного баскетбола, организованном McDonald’s. Свой последний сезон в школьной команде она завершила с показателями 31,4 очка, 7,6 подбора, 5,7 перехватов и 2,3 передачи за игру, а общее количество набранных очков (3888) за все пять лет в команде является рекордным для всех баскетболистов-школьников штата Миннесота. После школы Хилл, занимая 12-е место в рейтинге лучших игроков среди выпускников по версии ESPN, имела предложения спортивной стипендии от университетов штата Огайо, Миннесоты, Дьюка, Маркетта и Техаса.

## Университет штата Огайо
В 2009 году Хилл поступила в университет штата Огайо, основными специальностями выбрала развитие личности и семейную психологию. На протяжении всех четырёх лет учёбы в университете она играла за университетскую баскетбольную команду «Бакайз» в стартовой пятёрке. Три сезона подряд Хилл входила в символическую сборную обороняющихся игроков конференции Big Ten, дважды — в первую сборную конференции, дважды становилась лидером конференции по набранным очкам. Набрав за студенческую карьеру 2015 очков, Хилл заняла четвёртое место по этому показателю среди всех игроков, выступавших за университетскую команду.

## Женская НБА
На драфте женской НБА 2013 года Хилл была выбрана под четвёртым номером клубом «Вашингтон Мистикс». Свой дебютный сезон в профессиональном баскетболе она начала в качестве игрока стартовой пятёрки, но после семи игр была переведена в резерв. Хилл завершила сезон 2013 года с результативностью 6,5 очка в среднем за игру. Почти весь следующий сезон Тэйлер пропустила из-за беременности, вернувшись лишь на последние пять матчей. К сезону 2015 года она полностью восстановилась после родов и сыграла 32 игры, набирая в среднем 7,5 очков. Значительный прогресс в игре Хилл произошёл в сезоне 2016 года, когда тренер Майк Тиболт доверил ей место в стартовой пятёрке «Мистикс». Её результативность по всем показателям существенно выросла, по набранным очкам (15,4 за игру) она стала лидером в команде и претендовала на звание самого прогрессирующего игрока женской НБА. В начале 2017 года Хилл заключила в «Мистикс» новый контракт на четыре года. В сезоне 2017 года Тэйлер продолжила играть в стартовой пятёрке, но роль главной по набору очков уступила пришедшей в команду Елене Делле Донн. В июле того же года Хилл получила травму передней крестообразной связки и выбыла из строя до конца сезона. После возвращения в сезоне 2018 года Хилл стала запасным игроком, уступив своё место в стартовой пятёрке молодой Ариэль Аткинс.
23 июля 2018 года Хилл перешла в команду «Даллас Уингз» в результате обмена на Эриал Пауэрс с дополнительным обменом правами на драфте 2019 года. Президент «Уингз» отметил, что приобретение Хилл поможет его команде выйти в плей-офф и бороться за победу в чемпионате. В новой команде Тэйлер не стала основным игроком, но получила больше времени на площадке. «Уингз» вышли в плей-офф, но проиграли уже в первом раунде «Финиксу». Хилл в этой игре участия не принимала из-за травмы лодыжки. Её предыдущая команда в сезоне 2018 года дошла до финала, где проиграла «Сиэтлу».
В сезоне 2019 года Хилл провела лишь четыре игры, после чего вновь выбыла до конца сезона с травмой колена, потребовавшей проведения операции. Перед началом сезона 2020 года она оказалась самым возрастным игроком в составе «Уингз». 15 апреля 2020 году «Даллас» обменял Хилл в «Нью-Йорк Либерти» в результате трёхсторонней сделки, в которой также участвовал клуб «Вашингтон Мистикс». Президент «Уингз» объяснил этот обмен желанием получить больше финансовой свободы для заключения контрактов на драфте 2021 года. 29 апреля «Нью-Йорк» отчислил Хилл.

## Выступления за рубежом
В августе 2013 года Хилл заключила контракт с израильским клубом «Электра» из Рамат-ха-Шарона. Первоначально она должна была выступать за клуб на протяжении всего межсезонья 2013—2014 годов, но уже в начале ноября из-за беременности покинула команду, сыграв лишь один матч.
В межсезонье женской НБА 2016—2017 годов Хилл выступала за израильский клуб «Бнот Герцлия».

## Личная жизнь
Тэйлер состоит в фактическом браке с баскетболистом Дэйвом Лайти, который также учился в университете штата Огайо, а после этого стал профессионально играть за европейские клубы. В начале декабря 2013 года Хилл объявила о своей беременности. 18 июня 2014 года у неё родился сын — Морис Дэвид Лайти.

## Статистика
| Сезон | Команда   | И   | ИС | МИН  | ПП%  | 3О%  | ШБ%  | ПДБ | ПРД | ПРХ | БЛ  | ПФ  | ПТР | ОЧК  |
| 2013  | Вашингтон | 34  | 7  | 17,4 | 32,8 | 33,3 | 84,3 | 1,7 | 1,5 | 0,6 | 0,0 | 0,9 | 1,1 | 6,5  |
| 2014  | Вашингтон | 5   | 0  | 7,8  | 7,7  | 14,3 | 100  | 0,2 | 0,4 | 0,2 | 0,0 | 0,0 | 0,0 | 1,0  |
| 2015  | Вашингтон | 32  | 0  | 17,0 | 34,8 | 31,9 | 72,6 | 1,3 | 0,9 | 0,0 | 0,0 | 1,0 | 0,8 | 7,5  |
| 2016  | Вашингтон | 32  | 32 | 29,3 | 34,8 | 35,1 | 82,9 | 2,6 | 2,9 | 1,0 | 0,1 | 2,1 | 1,2 | 15,4 |
| 2017  | Вашингтон | 18  | 16 | 25,6 | 36,1 | 30,3 | 93,8 | 1,9 | 2,6 | 0,8 | 0,0 | 1,7 | 1,4 | 13,3 |
| 2018  | Вашингтон | 13  | 0  | 9,0  | 28,2 | 28,6 | 91,7 | 0,6 | 1,0 | 0,2 | 0,1 | 0,5 | 0,8 | 3,0  |
| 2018  | Даллас    | 7   | 1  | 16,9 | 28,9 | 29,2 | 100  | 1,0 | 1,0 | 0,1 | 0,1 | 0,3 | 0,9 | 5,0  |
| 2019  | Даллас    | 4   | 2  | 12,3 | 30,8 | 16,7 | 80   | 1,3 | 0,8 | 0,3 | 0,0 | 1,0 | 0,0 | 3,3  |
| Итого | Итого     | 145 | 58 | 19,7 | 33,9 | 32,3 | 84,0 | 1,7 | 1,7 | 0,7 | 0,1 | 1,2 | 1,0 | 8,9  |

| Сезон | Команда   | И | ИС | МИН  | ПП%  | 3О%  | ШБ%  | ПДБ | ПРД | ПРХ | БЛ  | ПФ  | ПТР | ОЧК  |
| 2013  | Вашингтон | 3 | 0  | 18,2 | 36,8 | 33,3 | 50,0 | 1,7 | 0,7 | 1,0 | 0   | 1,3 | 0,3 | 6,3  |
| 2014  | Вашингтон | 1 | 0  | 4,2  | 0    | 0    | 0    | 1,0 | 2,0 | 0   | 0   | 1,0 | 0   | 0    |
| 2015  | Вашингтон | 3 | 0  | 26,4 | 43,5 | 46,2 | 83,3 | 3,0 | 0,7 | 0,3 | 0,3 | 2,3 | 1,0 | 12,0 |
| Итого | Итого     | 7 | 0  | 19,7 | 38,6 | 38,5 | 78,6 | 2,1 | 0,9 | 0,6 | 0,1 | 1,7 | 0,6 | 7,9  |